# Emrah Eren
Emrah Eren (* 13. November 1978 in Istanbul) ist ein türkischer Fußballspieler.

## Karriere

### Vereinskarriere
Emrah Eren begann mit dem Vereinsfußball in der Jugend von Gaziosmanpaşaspor. Im Sommer 1995 wechselte er mit einem Profivertrag und gegen eine große Ablösesumme zu İstanbulspor. İstanbulspor wurde zu dieser Zeit vom Milliardär Cem Uzan aufgekauft und versucht durch den Kauf von Stars und Talenten eine schlagkräftige Konkurrenz zu den drei großen Istanbuler Vereinen Galatasaray Istanbul, Fenerbahçe Istanbul und Beşiktaş Istanbul zu schaffen. In diesem Zusammenhang wurde auch Eren als damals großes Talent eingekauft.
Bei İstanbulspor wurde das Talent im Kader nicht berücksichtigt. Um ihm Spielpraxis zu ermöglichen, wurde er für die Rückrunde der Saison 1995/96 an den Zweitligisten Kartalspor ausgeliehen.
Zur Saison 1996/97 wechselte Eren ablösefrei zum damaligen Zweitligisten Adanaspor. Grund für diesen Wechsel war die Tatsache, dass auch hier Cem Uzan als Mäzen tätig war und zwischen diesen beiden Vereinen häufig Spieler hin und her verschob. Bei Adanaspor erkämpfte er sich auf Anhieb einen Stammplatz. Hier erreichte man in der Saison 1997/98 die Vizemeisterschaft der TFF 1. Lig und damit den direkten Aufstieg in die Süper Lig. In der Spielzeit 1998/99 wurde er dann zu den Shootingstars der Süper Lig.
Nachdem er zu einem gefragten Spieler der Transferperiode der Spielzeit 1999/00 gehört hatte, wechselte er zu Galatasaray Istanbul. Ausschlaggebend für den Transfer war der besondere Wunsch vom Trainer Fatih Terim, der Eren in seiner Mannschaft sehen wollte. Terim wollte den noch unbearbeiteten Spieler wie bei anderen Stars seiner Mannschaft behutsam zu einem kompletten Spieler formen. Er sah in Eren eine ideale Besetzung für den modernen Rechtsverteidiger in der Viererkette. In seiner ersten Spielzeit bei Galatasaray kam er auf 13 Begegnungen, u. a. in der UEFA Champions League Partie gegen Hertha BSC am 26. Oktober 1999. Zum Saisonende wurde Eren mit Galatasaray UEFA-Cup-Sieger, Meister der Süper Lig und türkischer Pokalsieger. Zum Saisonende zerstritt sich sein Förderer Terim mit der Vereinsführung und verließ den Verein. Der neue Trainer Mircea Lucescu teilte die Überzeugung seines Vorgängers über Erens Qualitäten nicht. So sortierte er ihn nach dem Saisonvorbereitungscamp aus und setzte ihn auf die Liste der Spieler, die als Leihspieler den Verein verlassen dürfen.
Eren verbrachte daraufhin eine Spielzeit als Leihgabe bei seinem ehemaligen Verein İstanbulspor. Hier kam er als Stammspieler durchläufig zu Einsätzen. Die nächste Spielzeit verbrachte er ebenfalls als Leihgabe, diesmal bei Gaziantepspor. Hier fristete er ein Reservistendasein.
Nachdem sein Vertrag mit Galatasaray ausgelaufen war, wechselte er zum Sommer 2002/03 ablösefrei zum amtierenden türkischen Pokalsieger Kocaelispor. Hier erhielt er auf Anhieb einen Stammplatz. Sein Verein beendete die Saison auf dem letzten Tabellenplatz und stieg in die TFF 1. Lig ab.
Vertragsbedingt wurde Eren von Kocaelispor freigestellt. Ihm lagen Angebote von mehreren Erstligavereinen vor, u. a. Fenerbahçe und Trabzonspor. Wegen der besseren Perspektive wechselte er ablösefrei zum türkischen Traditionsklub Trabzonspor. Hier bekam er unter dem Trainer Samet Aybaba auf Anhieb einen Stammplatz. Zur Winterpause löste Ziya Doğan Aybaba ab. Unter diesem Trainer wurde Eren massiv gefördert und entwickelte sich zu einem Führungsspieler. Mit seiner Mannschaft erreichte man zum Saisonende die Vizemeisterschaft und holte den türkischen Fußballpokal. Auch in der nächsten Spielzeit konnte man die Vizemeisterschaft gewinnen. Im Laufe der Spielzeit 2004/05 versuchte Galatasaray vergeblich Eren wieder zu verpflichten. Bei Galatasaray hatte mittlerweile Fatih Terim den Trainerposten übernommen und wollte seinen ehemaligen Spieler in seiner Mannschaft sehen. Der Transfer scheiterte an der zu hohen Ablösesumme und endete mit einem Streit zwischen den beiden Vereinen.
In der Saison 2005/06 verpflichtete Trabzonspor Vahid Halilhodžić als Cheftrainer. Unter diesem Trainer kam Eren zwar regelmäßig zum Einsatz, trotzdem setzte der Trainer ihn in der Winterpause auf die Verkaufsliste. Diesen Umstand bekam sein alter Förderer Ziya Doğan mit und holte ihn zu seiner neuen Wirkungsstätte zu Malatyaspor.
Nachdem Malatyaspor zum Saisonende den Klassenerhalt verpasst hatte, trennte sich Eren von diesem Verein und einigte sich für die anstehende Spielzeit mit Çaykur Rizespor. Auch hier setzte er sich schnell als Stammspieler durch und spielte zwei Spielzeiten lang durchgängig. Nachdem sein Verein am Ende der Spielzeit 2007/08 abgestiegen war, verließ Eren diesen Verein.
Anschließend spielte er für die Zeit von jeweils einer Spielzeit bei Gaziantepspor und bei Giresunspor.
Zur Saison holte ihn Ziya Doğan zu seiner neuen Wirkungsstätte zum Aufsteiger Konyaspor. Nachdem Doğan zur Rückrunde entlassen worden war, setzte ihn der neue Trainer Yılmaz Vural auf die Verkaufsliste. So wechselte Eren auf besonderen Wunsch von Hamza Hamzaoğlu zum Zweitligisten Denizlispor und erhielt einen Vertrag bis zum Saisonende. Bereits zehn Tage nach der Verpflichtung von Eren trat Hamzaoğlu von seinem Amt zurück.
Zur Spielzeit 2011/12 wechselte er zur neuen Wirkungsstätte von Hamza Hamzaoğlu zum Zweitligisten Akhisar Belediyespor. Hier erreichte man völlig überraschend die Meisterschaft der TFF 1. Lig und damit den direkten Aufstieg in die Süper Lig. Eren wurde als einer der überragenden Spielern seines Teams ein großer Anteil an diesem Erfolg zugesprochen. Nachdem sein auslaufender Vertrag im Sommer 2014 nicht verlängert worden war, verließ Eren den Verein nach dreijähriger Zugehörigkeit.

### Nationalmannschaftskarriere
Emrah Eren fing früh an für die türkischen Jugendnationalmannschaften zu spielen. Er durchlief ab der U-15 nahezu alle Jugendmannschaften.
Mit der olympischen Auswahl der türkischen Nationalmannschaft nahm er 1997 an den Mittelmeerspielen teil und gewann die Silbermedaille. Eren saß während dieses Turniers ausschließlich auf der Ersatzbank.

## Erfolge
- Mit Adanaspor:
  - 1996/97 Vize-Meisterschaft der TFF 1. Lig
  - 1996/97 Aufstieg in die Süper Lig

- Mit Galatasaray Istanbul:
  - 1999/00 Meisterschaft der Süper Lig
  - 1999/00 Türkischer Pokalsieger
  - 1999/00 Sieger des UEFA-Cups

- Mit Trabzonspor:
  - 2003/04, 2004/05 Vize-Meisterschaft der Süper Lig
  - 2003/04 Türkischer Pokalsieger

- Mit Akhisar Belediyespor:
  - 2011/12 Meisterschaft der TFF 1. Lig
  - 2011/12 Aufstieg in die Süper Lig

- Mit olympischer Auswahl der Türkei:
  - 1997 Silbermedaille Mittelmeerspiele